# نقبة (بني مطر)

تعديل مصدري - تعديل

نقبة هي إحدى قرى عزلة الحدب بمديرية بني مطر التابعة لمحافظة صنعاء، بلغ تعداد سكانها 261 نسمة حسب تعداد اليمن لعام 2004.